# Kurt von Briesen

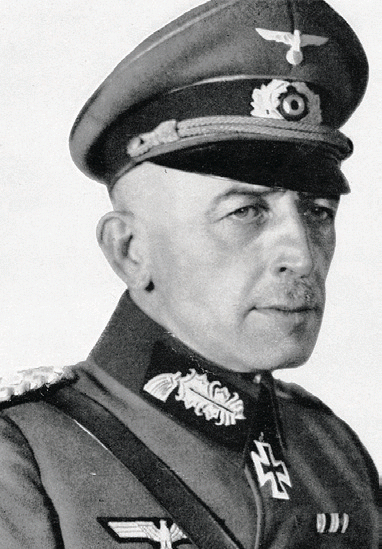
Kurt von Briesen

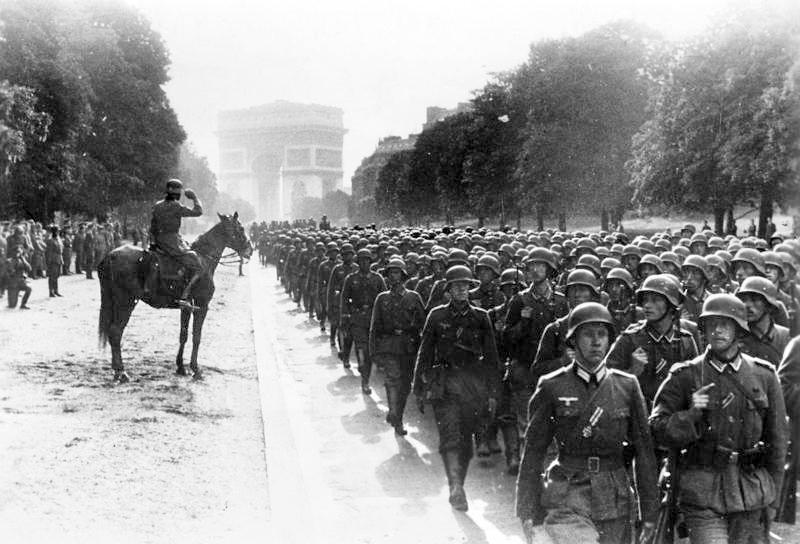
Abnahme der Siegesparade in Paris durch Generalleutnant Kurt von Briesen am 14. Juni 1940

Kurt Alfred Otto Erimar von Briesen (* 3. Mai 1883 in Anklam; † 20. November 1941 bei Isjum) war ein deutscher General der Infanterie im Zweiten Weltkrieg.

## Leben

### Herkunft
Kurt von Briesen war Sohn des Generals der Infanterie Alfred von Briesen (1849–1914) und dessen Frau Olga, geborene von Kleist. Neben seinem Vater fiel auch sein Bruder Leopold († 1915) während des Ersten Weltkriegs an der Ostfront.

### Militärlaufbahn
Briesen trat am 26. September 1904 als Fahnenjunker in das Kaiser Franz Garde-Grenadier-Regiment Nr. 2 der Preußischen Armee in Berlin ein. Am 22. April 1905 ernannte man ihn zum Fähnrich und beförderte ihn am 27. Januar 1906 zum Leutnant. Ab 1. Oktober 1910 fungierte Briesen als Adjutant des Füsilier-Bataillons. Am 19. Juli 1913 war er Oberleutnant geworden und als solchen kommandierte man ihn ab 1. Oktober 1913 zur weiteren Ausbildung an die Kriegsakademie.
Mit Ausbruch des Ersten Weltkriegs brach Briesen die Akademie ab und wurde zum Regimentsadjutanten des Reserve-Infanterie-Regiments Nr. 15 ernannt. Mit dem Regiment kam er an der Westfront in Frankreich zum Einsatz und dort am 23. August 1914 verwundet. Nach Lazarettaufenthalt und Genesung verwendet man ihn ab 28. Oktober 1914 als Adjutant der 26. Reserve-Infanterie-Brigade. In dieser Funktion erfolgt am 27. Januar 1915 seine Beförderung zum Hauptmann. 1916 folgte seine Versetzung in den Generalstab des IV. Armee-Korps. Am 7. September 1916 wurde Briesen unter Belassung in dieser Stellung in den Generalstab der Armee versetzt und 1918 zum Ersten Generalstabsoffizier der 239. Infanterie-Division ernannt. Für seine Leistungen hatte man ihn mit beiden Klassen des Eisernen Kreuzes sowie im April 1918 mit dem Ritterkreuz des Königlichen Hausorden von Hohenzollern mit Schwertern ausgezeichnet.
Nach Kriegsende war Briesen von Januar bis April 1919 Kommandeur des Freiwilligen-Bataillons 52 und kam anschließend als Erster Generalstabsoffizier zum II. Armee-Korps. In gleicher Funktion war er ab dem 1. Oktober 1919 im Stab des Wehrkreiskommandos II tätig, bis er schließlich am 9. März 1920 mit Wirkung zum 31. März 1920 aus dem Militärdienst verabschiedet wurde. Mit diesem Datum erhielt Briesen den Charakter als Major.
Am 1. Mai 1922 wurde Briesen im L-Dienst des Wehrkreiskommandos II in Stettin eingesetzt und organisierte den Grenzschutz in der Provinz Pommern.

Gedenkteller aus der Briesenkaserne an seine Zeit beim Infanterieregiment 69

Als Kommandant von Neustettin wurde er am 1. April 1934 reaktiviert und am 15. Oktober 1935 zum Kommandeur des Infanterieregiments 69 in Hamburg ernannt. Anfang Februar 1938 übernahm Briesen als Kommandeur die 30. Infanterie-Division in Lübeck. Mit seiner Division kämpfte er nach dem Beginn des Zweiten Weltkriegs zunächst beim Überfall auf Polen und erhielt am 27. Oktober 1939 das Ritterkreuz des Eisernen Kreuzes. Er wurde schwer verwundet und verlor seinen rechten Unterarm.
Mit seinem Großverband nahm er am Westfeldzug in Frankreich teil. Als besondere Auszeichnung für ihre Leistungen durfte seine Division in Paris vor ihrem Kommandeur Briesen am Pariser Triumphbogen vorbeimarschieren. Am 25. November 1940 wurde Briesen als General der Infanterie zum Kommandierenden General des LII. Armeekorps ernannt, das im Sommer 1941 im Deutsch-Sowjetischen Krieg eingesetzt wurde. Während einer Frontfahrt bei Isjum am Donez in der Ukrainischen Sozialistischen Sowjetrepublik töteten ihn die Luftstreitkräfte der Sowjetunion bei einem Fliegerangriff.

### Familie
Kurt von Briesen heiratete 1915 Charlotte von Gynz-Rekowski.

## Ehrungen
Die „Briesen-Kaserne“. der Bundeswehr in Flensburg-Weiche war von 1967 bis 1997 nach ihm benannt. Die Kaserne gibt es heute nicht mehr und ist das Gelände einer Gartenstadt.